# Fermoy
Fermoy (iriska: Mainistir Fhear Maigh) är ett samhälle i grevskapet Cork i Republiken Irland. År 2002 hade Fermoy ungefär 4 800 invånare. Fermoy ligger vid floden Blackwater i södra Irland. Namnet kommer ifrån det iriska namnet (Männen (fhear) på slättens (maí) kloster (mainistir)), se ovan som i sin tur refererar till ett cistercienskt kloster som grundades under 1100-talet.